# قطعنامه ۱۵۲۷ شورای امنیت
قطعنامه  ۱۵۲۷ شورای امنیت سازمان ملل متحد که در تاریخ ۰۴ فوریه ۲۰۰۴ تصویب شد، سندی بین‌المللی دربارهٔ بررسی وضعیت در ساحل عاج است. این قطعنامه طی نشست ۴۹۰۹ام با ۱۵ رای موافق، ۰ مخالف و ۰ ممتنع تصویب شد.